# فرودگاه شهرستان کالاوراس
فرودگاه شهرستان کالاوراس (به انگلیسی: Calaveras County Airport) (به زبان بومی: Maury Rasmussen Field) یک فرودگاه همگانی بهره‌برداری هوایی است که یک باند فرود آسفالت دارد و طول باند آن ۱۰۹۸ متر است. این فرودگاه در کشور ایالات متحده آمریکا قرار دارد و در ارتفاع ۴۰۴ متری از سطح دریا واقع شده‌است.